# پلکان سنگی (هرسین)
پلکان سنگی یا پله بردینه به ردیفی از پله‌ها گفته می‌شد که در گذشته در گوشه‌ای از پارک شهر هرسین در شهرستان هرسین استان کرمانشاه، در دامنۀ کوه دیوانگاه در شمال هرسین قرار داشت. درحال حاضر نشانی از این پلکان تاریخی باقی نمانده‌است.

## تاریخچه
ایرج افشار در کتاب کرمانشاهان و تمدن دیرینه آن از پلکان سنگی از جنس سنگ یکپارچه یاد کرده که ارتفاع آن ۱/۲۵ و عرض آن ۹۵ سانتیمتر بوده‌است. هریک از پله‌ها ۲۹ سانتیمتر ارتفاع و ۲۸ سانتیمتر عرض داشته‌اند. همچنین در آثار ایران نیز از این پلکان یاد شده و نویسنده آن را شبیه به صفحه‌های پاسارگاد دانسته‌است.
این احتمال مطرح شده که این پله‌ها برای ساخت کاخ یکی از پادشاهان ساسانی (احتمالاً شاپور اول) در کنار سرآب هرسین ساخته شده‌اند، اما ساخت کاخ و نیز حجاری کتیبه در محل فرهاد تراش نیمه‌کاره باقی مانده‌است.